# پوند نیجریه
پوند نیجریه (به انگلیسی: Nigerian pound) یکای پول رایج در کشور نیجریه است. مسئولیت کنترل این واحد پولی برعهدهٔ بانک مرکزی نیجریه قرار دارد.